# Emanuele Maniscalco

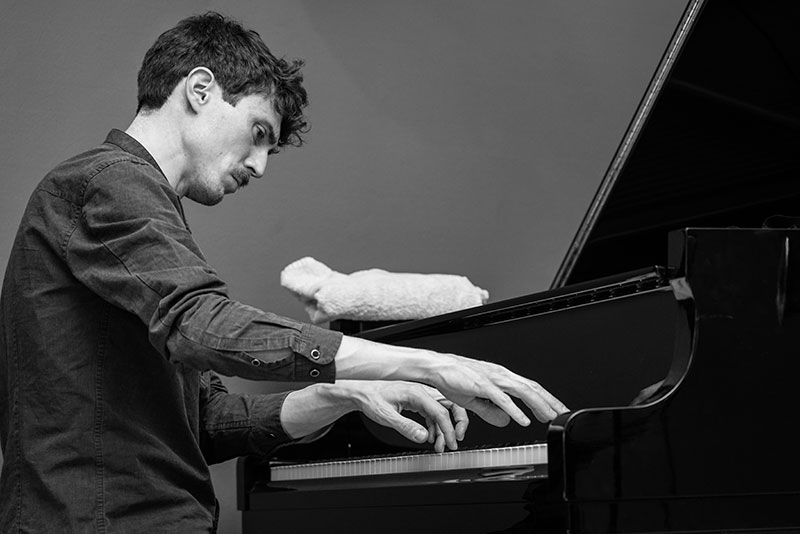
Emanuele Maniscalco (2019)

Emanuele Maniscalco (* 1983 in Brescia) ist ein italienischer Jazzmusiker (Piano, Schlagzeug, Komposition).

## Leben und Wirken
Maniscalco ist als Musiker weitgehend Autodidakt. Seit 2012 studierte er (ohne vorhergehenden Abschluss) im Postgraduierten-Programm des Rytmisk Musikkonservatorium in Kopenhagen.
Mit acht Jahren begann er Piano zu spielen und wechselte vier Jahre später zum Schlagzeug. Seit 1999 spielte er in der lokalen Jazzszene. Enrico Rava entdeckte ihn als Teenager bei einem Konzert in Siena und holte ihn gleich in seine Workshop-Band. Zwischen 2004 und 2007 spielte Maniscalco regelmäßig mit Rava. Giovanni Guidi holte ihn in sein erstes Trio (zu hören auf Guidis von der Kritik gefeiertem Album Tomorrow Never Knows 2006), trat mit ihm später aber auch im Duo auf. Darüber hinaus arbeitete er mit Stefano Battaglia zusammen (Laboratorio permanente di ricerca musicale 2009) und gelegentlich mit Stefano Bollani, Gianluca Petrella und Emanuele Cisi (The Age of Numbers 2009). Seit 2005 hat Maniscalco auch wieder Klavier gespielt und arbeitet nun sowohl als Pianist als auch als Schlagzeuger. Unter eigenem Namen hat er seit 2012 Alben aufgenommen.
2010 entstand mit Nicolas Masson und Roberto Pianca (Gitarre) das kollaborative Trio Third Reel, mit dem er seit 2013 zwei Alben auf ECM Records veröffentlichte. Mit dem Bassisten Thomas Morgan unterhält er weiterhin ein Duo (Copenhagen Season. 2014), ebenso mit dem Gitarristen Sandro Gibellini. Im Projekt Sacrum Factum von Maria Faust spielt er neben Piano auch Kirchenorgel. Zu hören ist er auch auf Ruth Gollers Skyllumina (2024).

## Diskographische Hinweise
- From Time to Time - The Music of Paul Motian (El Gallo Rojo 2012, mit Giulio Corini, Nelide Bandello)
- Nicolas Masson-Roberto Pianca-Emanuele Maniscalco, Third Reel (ECM Records, 2013)
- Giacomo Papetti, Emanuele Maniscalco, Gabriele Rubino Small Choices (Aut Records 2013)
- Ermes Pirlo, Paolo Biasi, Emanuele Maniscalco Bellow's Training  (nBn 2014)
- Nicolas Masson-Roberto Pianca-Emanuele Maniscalco, Many More Days (ECM Records, 2015)
- Emanuele Maniscalco, Francesco Bigoni, Mark Solborg Maniscalco / Bigoni / Solborg (ILK 2015)
- Andrea Lombardini with Michel Godard, Emanuele Maniscalco: Diminuendo (CAM 2016)
- Emanuele Maniscalco, Anders AC Christensen, Phelan Burgoyne: On Thursday! (2020)
- Il Sogno: Graduation (2021), mit Tomo Jacobson, Oliver Laumann

## Webpräsenz
- Webpräsenz
- Emanuele Maniscalco bei Discogs